# ریاض البراهیم
ریاض البراهیم (انگلیسی: Riyadh Al-Ibrahim؛ زادهٔ ۱۵ دسامبر ۱۹۹۳) یک ورزشکار اهل عربستان سعودی است.
از باشگاه‌هایی که در آن بازی کرده‌است می‌توان به باشگاه فوتبال الاتحاد و باشگاه فوتبال هجر عربستان سعودی اشاره کرد.